# Jacques Brugnon

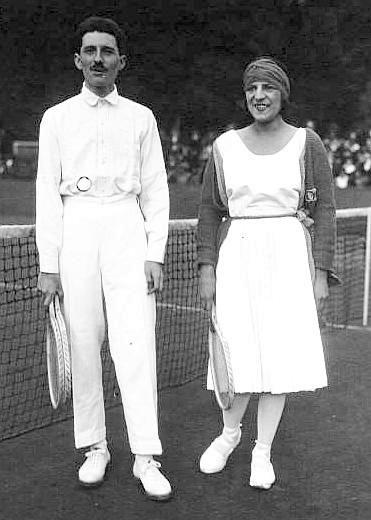
Jacques Brugnon s Suzanne Lenglen, (1921)

Jacques „Toto“ Brugnon (11. května 1895, Paříž – 20. března 1978, tamtéž) byl francouzský tenista, nejstarší ze slavných Čtyř mušketýrů, kteří dominovali tenisu ve druhé polovině dvacátých a na začátku třicátých let. Specializoval se především na čtyřhru nejdříve v páru s Henri Cochetem, později s Jeanem Borotrou, v níž získal 10 grandslamových titulů, ve dvouhře nikdy turnaj velké čtyřky nevyhrál. Společně se svými třemi kolegy „mušketýry“, byl uveden do Mezinárodní tenisové síně slávy v roce 1976.
Za daviscupový tým Francie odehrál v letech 1921–1934 31 čtyřher a 6 dvouher. Na LOH 1924 v Paříži získal stříbrnou medaili v mužské čtyřhře, když s krajanem Henri Cochetem prohráli finále s americkým párem Francis Hunter–Vincent Richards.

## Finálová utkání na Grand Slamu
Australian Open
- Vítěz mužské čtyřhry: 1928

French Open
- Vítěz mužské čtyřhry: 1927, 1928, 1930, 1932, 1934
- Finalista mužské čtyřhry: 1925, 1926, 1929
- Vítěz smíšené čtyřhry: 1925, 1926

Wimbledon
- Vítěz mužské čtyřhry: 1926, 1928, 1932, 1933
- Finalista mužské čtyřhry: 1927, 1931, 1934